# Светско првенство у пливању 2024 — 400 м слободно за жене
Пливачке трке у дисциплини 400 метара слободним стилом за жене на Светском првенству у пливању 2024. одржане су 11. фебруара (квалификације и финале) као део програма Светског првенства у воденим спортовима. Трке су се одржавале у базену спортског комплекса Aspire Dome у катарском граду Дохи.
За трке у овој дисциплини биле су пријављене 34 такмичарки из 31 земље. Титулу светске првакиње освојила је репрезентативка Новог Зеланда Ерика Ферведер која је финалну трку испливала у времену новог националног рекорда своје земље. Сребрну медаљу је освојила Ли Бингђе из Кине, док је бронза припала немачкој репрезентативки Изабел Гозе.

## Освајачи медаља
|                      | Резултат |                 | Резултат |                   | Резултат |
|                      |          |                 |          |                   |          |
| Ерика Ферведер (НЗЛ) | 3:59,44  | Ли Бингђе (КИН) | 4:01,62  | Изабел Гозе (НЕМ) | 4:02,39  |

## Званични рекорди
Пре почетка такмичења званични рекорди у овој дисциплини су били следећи:
| Рекорд                                           | Име                  | Резултат | Место           | Датум         |
| ------------------------------------------------ | -------------------- | -------- | --------------- | ------------- |
| Светски рекорд СР Рекорд светских првенстава РПр | Ариарне Титмус (АУС) | 3:55,38  | Фукуока (Јапан) | 23. јул 2023. |

## Резултати квалификација
За такмичење у тркама на 400 метара слободним стилом за жене биле су пријављене 34 такмичарке из 31 земље, а свака од земаља имала је право на максимално две представнице у овој дисциплини. Пливало се у 4 квалификационе групе, а пласман у финале остварило је 8 пливачица са најбољим резултатима квалификација. Квалификационе трке су пливане 11. фебруара са почетком од 10.46 по локалном времену.
| Пл. | Група | Стаза | Пливачица               | Репрезентација     | Време   | Нап.  |
| --- | ----- | ----- | ----------------------- | ------------------ | ------- | ----- |
| 1.  | 4     | 5     | Ли Бингђе               | Кина               | 4:04,65 | КВ    |
| 2.  | 4     | 4     | Ерика Ферведер          | Нови Зеланд        | 4:04,70 | КВ    |
| 3.  | 3     | 4     | Изабел Гозе             | Немачка            | 4:05,48 | КВ    |
| 4.  | 4     | 2     | Марија Фернанда Коста   | Бразил             | 4:05,52 | КВ KР |
| 5.  | 4     | 3     | Ив Томас                | Нови Зеланд        | 4:06,12 | КВ    |
| 6.  | 4     | 6     | Габријеле Ронкато       | Бразил             | 4:06,13 | КВ    |
| 7.  | 3     | 3     | Јанг Пејћи              | Кина               | 4:06,82 | КВ    |
| 8.  | 4     | 8     | Агостина Ејн            | Аргентина          | 4:08,86 | КВ    |
| 9.  | 4     | 7     | Николет Падар           | Мађарска           | 4:09,21 |       |
| 10. | 4     | 0     | Ичика Каџимото          | Јапан              | 4:09,65 |       |
| 11. | 3     | 1     | Едисон Совики           | САД                | 4:09,67 |       |
| 12. | 3     | 5     | Кија Мелвертон          | Аустралија         | 4:10,61 |       |
| 13. | 3     | 6     | Валентин Думон          | Белгија            | 4:10,96 |       |
| 14. | 4     | 9     | Дуне Кутзе              | Јужна Африка       | 4:12,03 |       |
| 15. | 3     | 7     | Анастасија Кирпичњикова | Француска          | 4:13,95 |       |
| 16. | 3     | 8     | Имани де Јонг           | Холандија          | 4:14.20 |       |
| 17. | 2     | 4     | Дарија Головати         | Израел             | 4:14,42 |       |
| 18. | 3     | 0     | Мерве Тунџел            | Турска             | 4:14,47 |       |
| 19. | 2     | 5     | Ган Чинг Ви             | Сингапур           | 4:14,54 |       |
| 20. | 4     | 1     | Франсиска Соарес        | Португалија        | 4:15,04 |       |
| 21. | 3     | 2     | Ела Јансен              | Канада             | 4:17,01 |       |
| 22. | 2     | 2     | Марија Јегрес           | Венецуела          | 4:17,65 |       |
| 23. | 2     | 3     | Дијана Тажанова         | Казахстан          | 4:18,15 |       |
| 24. | 3     | 9     | Хан Дакјунг             | Јужна Кореја       | 4:18,38 |       |
| 25. | 2     | 6     | Елисбет Гамес           | Куба               | 4:19,91 |       |
| 26. | 2     | 1     | Лиса Пу                 | Монако             | 4:22,61 |       |
| 27. | 2     | 8     | Ева Петровска           | Северна Македонија | 4:25,21 |       |
| 28. | 2     | 0     | Харпер Бероумен         | Кајманска Острва   | 4:27,30 |       |
| 29. | 2     | 7     | Ма Џилејн               | Хонгконг           | 4:27,52 |       |
| 30. | 1     | 5     | Малак Мекдар            | Мароко             | 4:36,32 |       |
| 31. | 2     | 9     | Каљтра Меца             | Албанија           | 4:40,47 |       |
| 32. | 1     | 4     | Дуана Лама              | Непал              | 4:45,85 |       |
| 33. | 1     | 6     | Машаел ел Ајед          | Саудијска Арабија  | 4:56,42 |       |
| –   | 1     | 3     | Карин Белбеиси          | Јордан             | ДСК     | ДСК   |

## Финале
Финална трка је пливана 11. фебруара са почетком од 19.32 часова по локалном времену.
| Пл. | Стаза | Пливачица             | Репрезентација | Време   | Нап. |
| --- | ----- | --------------------- | -------------- | ------- | ---- |
|     | 5     | Ерика Ферведер        | Нови Зеланд    | 3:59,44 | НР   |
| 2   | 4     | Ли Бингђе             | Кина           | 4:01,62 |      |
| 3   | 3     | Изабел Гозе           | Немачка        | 4:02,39 | НР   |
| 4.  | 6     | Марија Фернанда Коста | Бразил         | 4:02,86 | KР   |
| 5.  | 7     | Габијеле Ронкато      | Бразил         | 4:04,18 |      |
| 6.  | 1     | Јанг Пејћи            | Кина           | 4:05,73 |      |
| 7.  | 2     | Ив Томас              | Нови Зеланд    | 4:05,87 |      |
| 8.  | 8     | Агостина Ејн          | Аргентина      | 4:10,33 |      |